# The Mount Fuji Doomjazz Corporation
The Mount Fuji Doomjazz Corporation est un groupe néerlandais de dark jazz, originaire d'Utrecht, actif entre 2007 et 2014.

## Histoire
Le groupe, abrégé MFDJC, publie exclusivement des enregistrements entièrement improvisés et sert aux musiciens de pendant direct au Kilimanjaro Darkjazz Ensemble, dont la méthode de travail est déterminée par une composition linéaire. Le nom sert d'allusion humoristique au projet principal, selon Jason Köhnen, des éléments comparables sont choisis à cet effet. Selon lui, « cela aurait tout aussi bien pu être The Himalayan Dronejazz Orchestra ».
L'idée de ce groupe naît lorsque les musiciens du Kilimanjaro Darkjazz Ensemble veulent se consacrer entièrement à la musique improvisée dans le cadre d'un projet parallèle, au début uniquement pour se consacrer au processus de création. Aucune publication d'album n'est prévue à l'origine, mais les premiers concerts du groupe sont documentés, de sorte qu'un concert du 24 février 2007 à l'Overtoom 301 d'Amsterdam est publié en juin de la même année comme premier album Doomjazz Future Corpses! par Ad Noiseam.
Dans les années qui suivent, le groupe se produit à l'échelle internationale et documente diverses représentations sous forme de publications bonus dans différentes formations. Jason Köhnen et Gideon Kiers apparaissent comme la plus petite unité, tandis que d'autres musiciens invités se sont joints aux musiciens du Kilimanjaro Darkjazz Ensemble lors d'autres concerts. La forme collective lâche du groupe influence la musique à chaque nouvelle formation, tout comme les lieux, le public et l'humeur personnelle des musiciens,,. Après 2017, tous les albums de Denovali sont réédités pièce par pièce,.

## Style musical
Le groupe joue un mélange de jazz, de doom metal, d'ambient, de drone doom et de post-rock, connu sous le nom de dark jazz, doom jazz, horror jazz ou drone jazz, pour lequel Bohren et Club of Gore sont particulièrement connus. Selon Lie in the Sound, une « note d'ambient avant-gardiste » est au premier plan du concept musical, tandis que l'improvisation continue se reconfigure en fonction de la constellation du groupe, du lieu de représentation et du public, « Ce qui est une banque fixe dans le détail de toute cette variance, ce sont les références au jazz (aka improvisation [...]) et au doom ancrées dans le nom du groupe, ici non pas assimilables de prime abord à la heavyness noire mais plutôt à une atmosphère sombre à très sombre qui caractérise les différents morceaux ».

## Discographie
- 2007 : Doomjazz Future Corpses! (album live, Ad Noiseam, Denovali)
- 2009 : Succubus (album live, Ad Noiseam, Denovali)
- 2011 : Anthropomorphic (album live, Denovali)
- 2012 : Егор (Egor) (album, Denovali)
- 2013 : Live at Roadburn (album live, Roadburn)